# Воля (Варшава)
Воля (пол. Wola) — район (дільниця) Варшави, розташована на лівому березі Вісли. Відрізняється значною кількістю хмарочосів — за цим показником дільниця займає друге місце після центру Варшави — дільниці Середмістя (Śródmieście). На півночі межує з дільницею Жолібож (Żoliborz), на півдні — з дільницею Охота (Ochota), на заході — з дільницею Бемово (Bemowo) (на південному заході — також з дільницею Влохи (Włochy), на сході — з дільницею Середмістя. Площа дільниці Воля становить 19,26 км2. Станом на січень 2024 на території дільниці Воля мешкало 150319 осіб.

## Історія

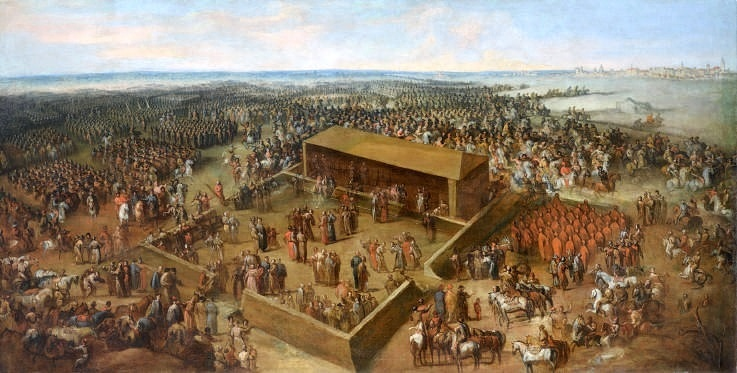
Вибори короля. 1697

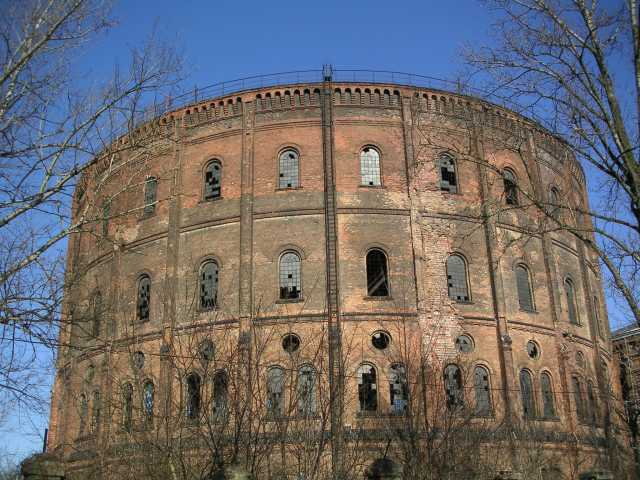
Будівля газосховища

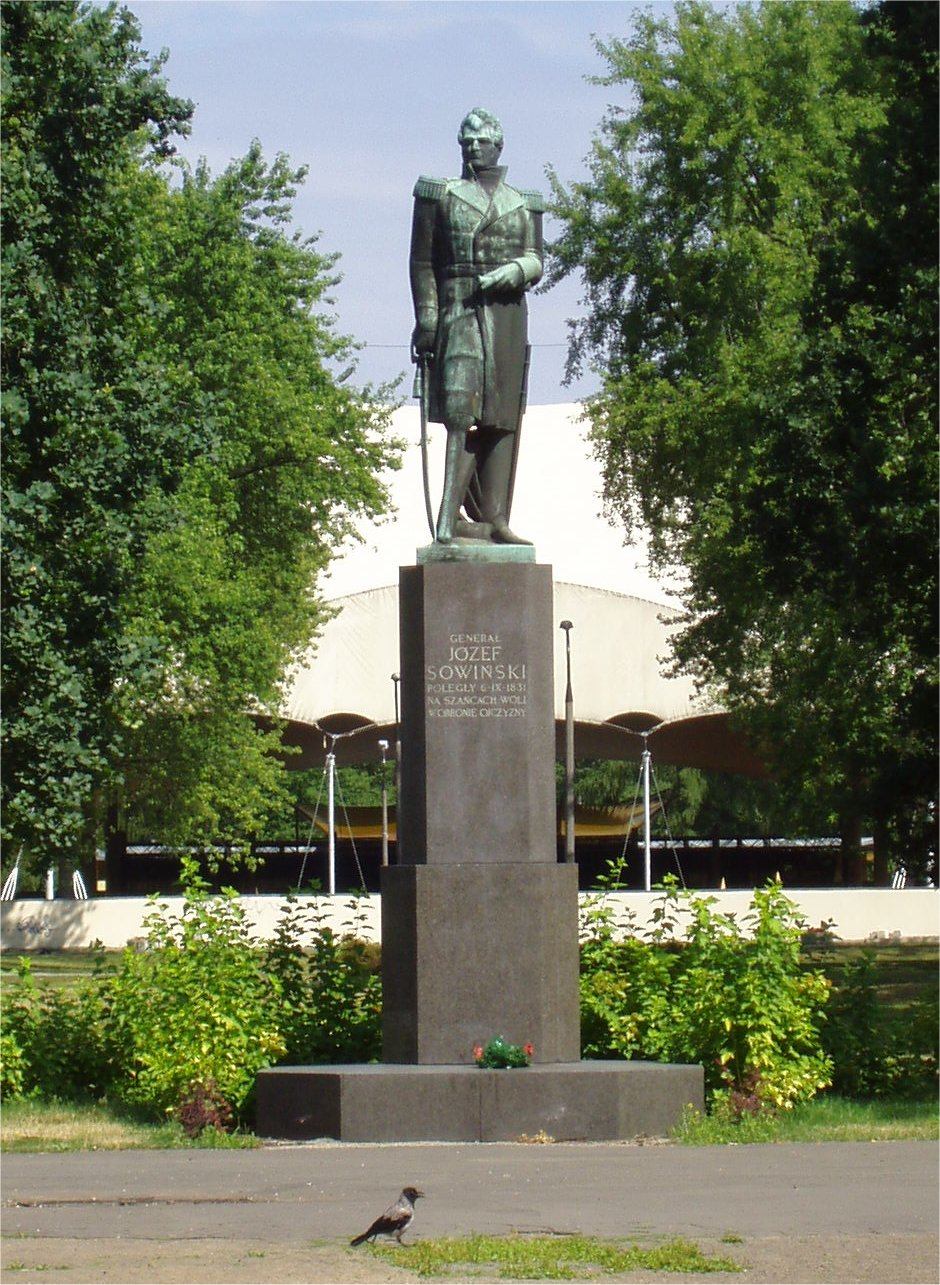
Пам'ятник генералу Совінському

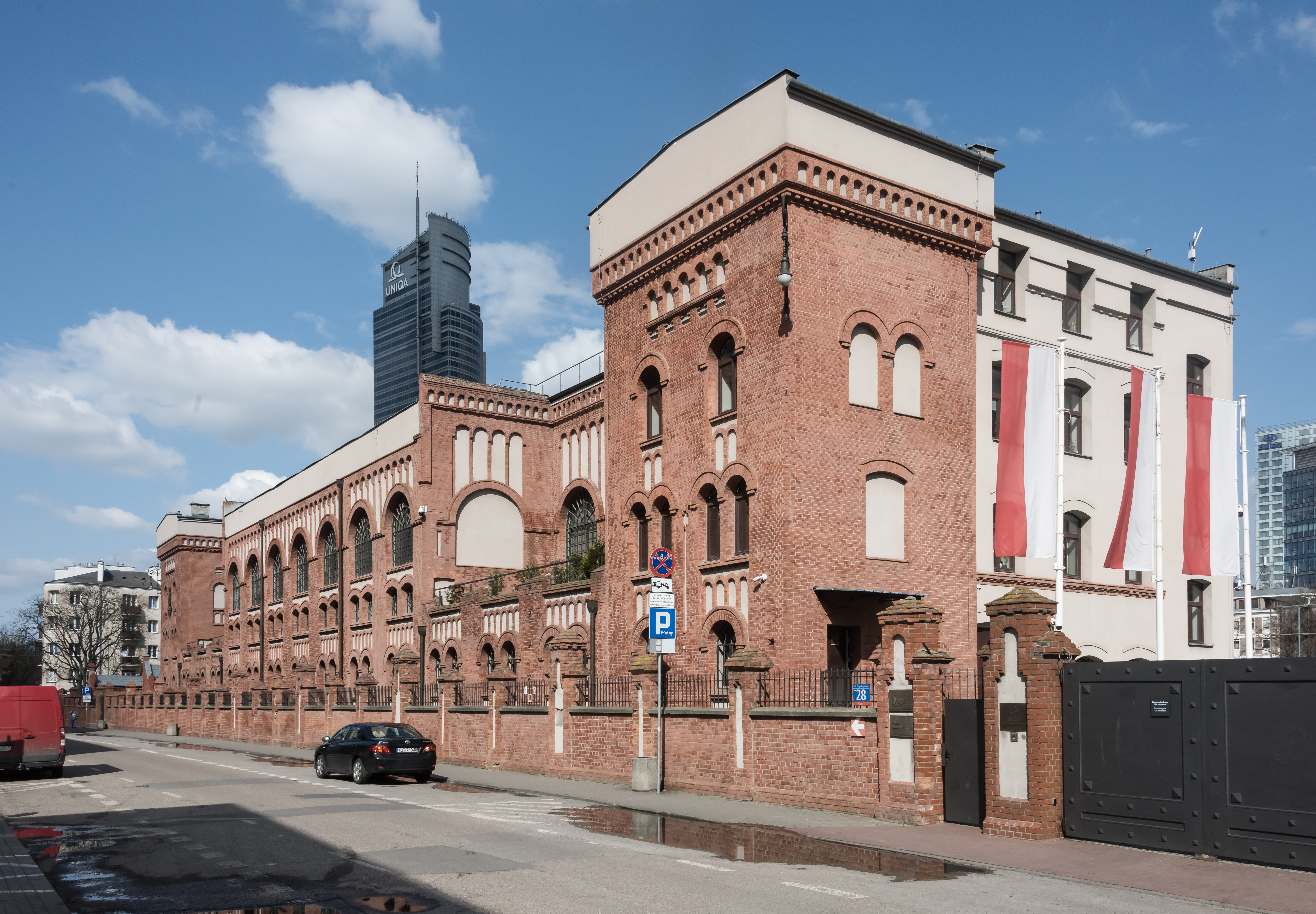
Музей Варшавського повстання

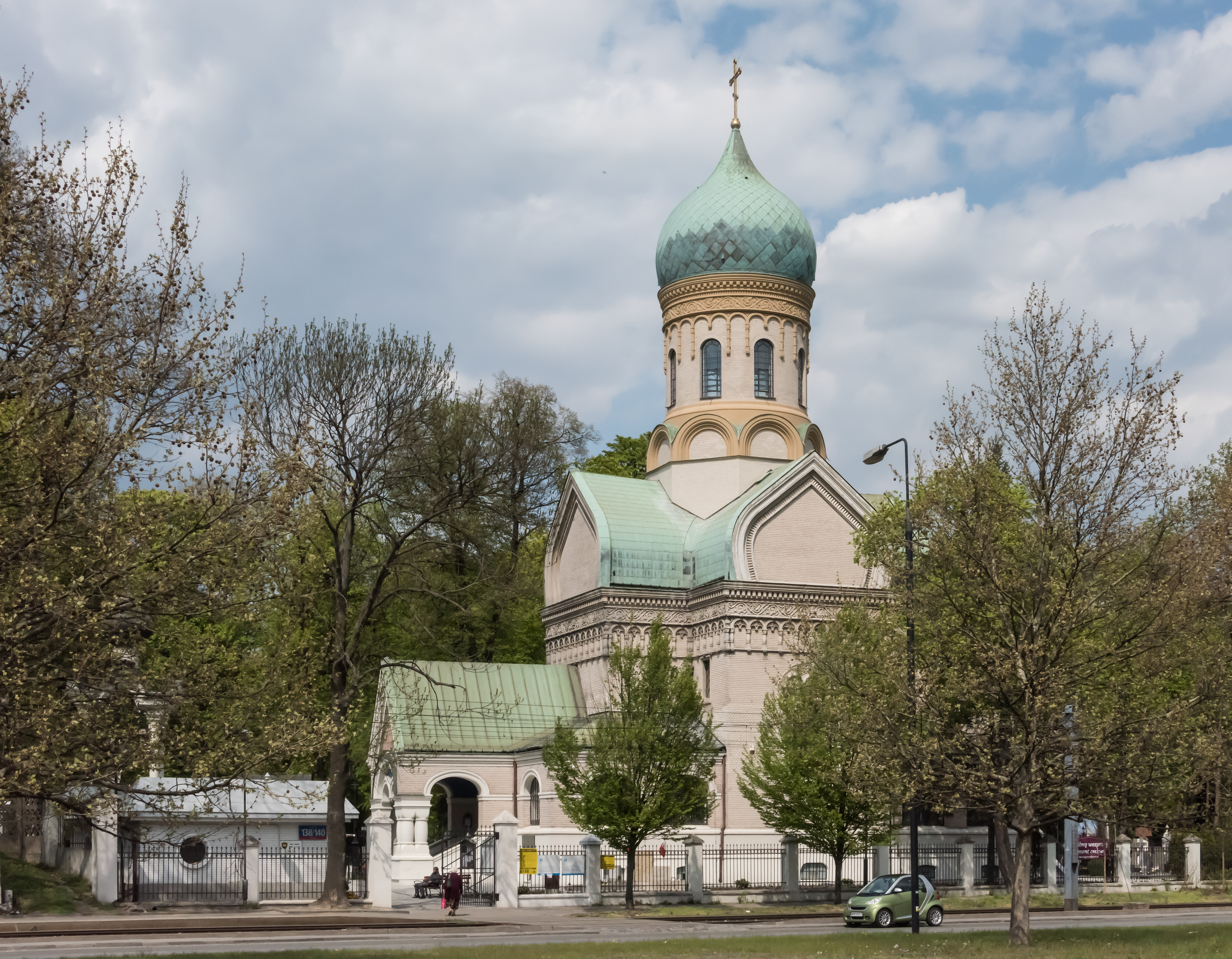
Православна церква св. Іоанна Лествичника

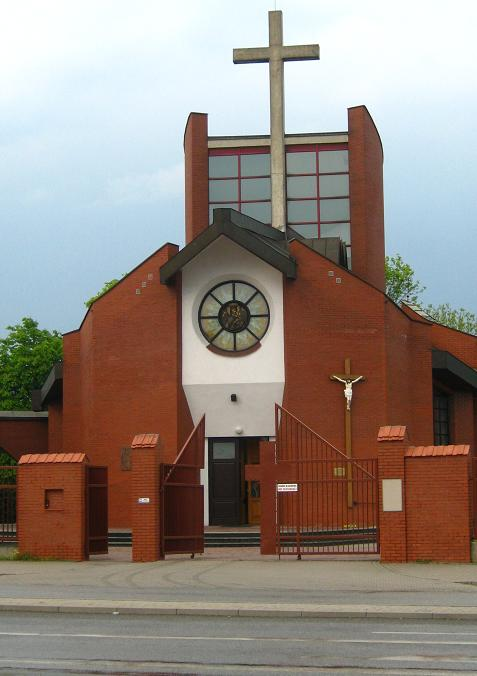
Церква маріавітів Безперестанної Допомоги Святої Божої Матері

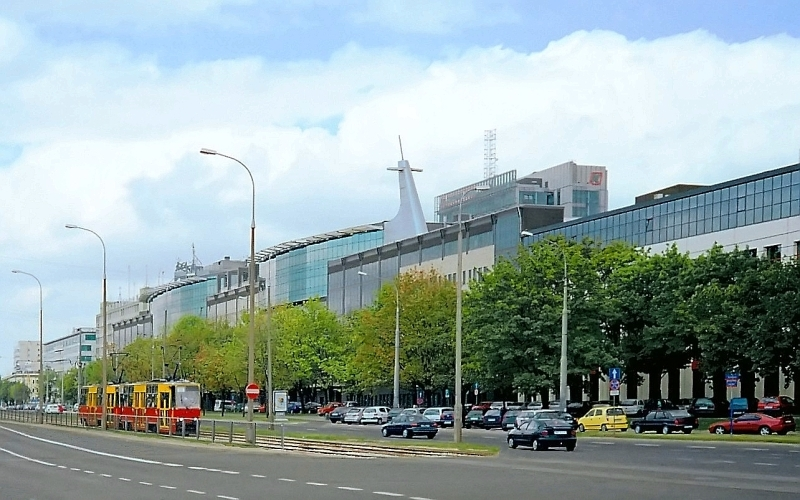
Колишні будівлі заводу імені Каспшака (нині тут знаходяться офіси)

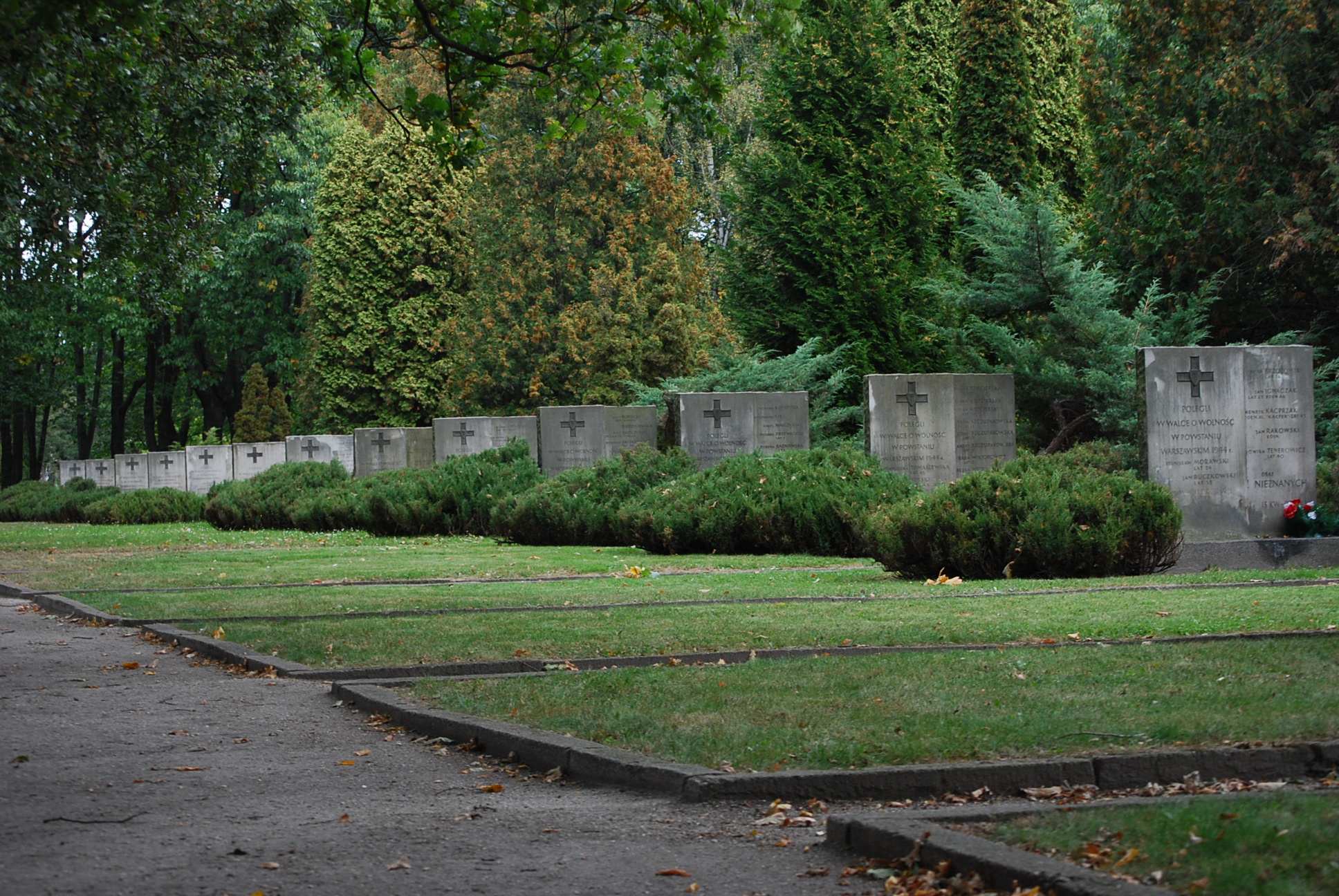
Кладовище жертв Варшавського повстання

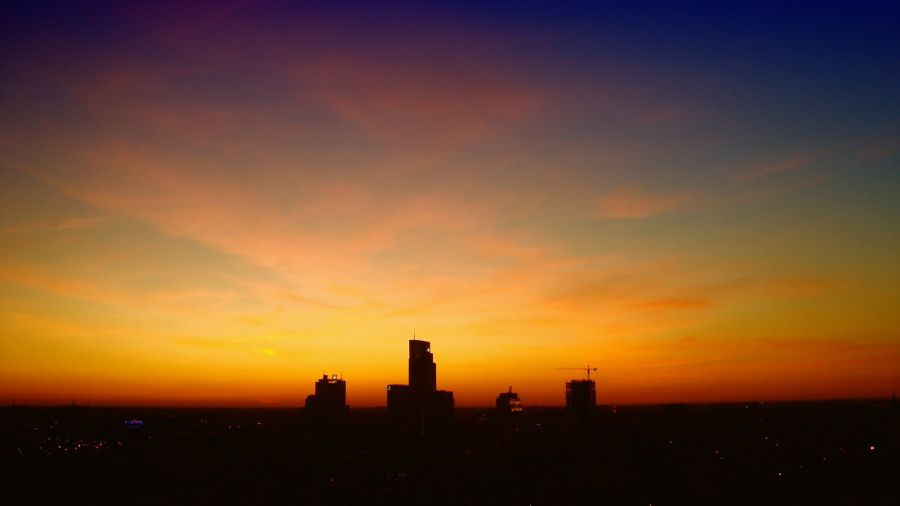
Вид на Волю з Orco Tower

Перша згадка про поселення на території сучасної дільниці Воля датована 1367 роком. В ті часи на її території існувало село Велика Воля (Wielka Wola), у центрі якого знаходилася дерев'яна церква (нині на її місці знаходиться церква св. Вавжинця (Лаврентія) (kościół św. Wawrzyńca)). У XVI — XVIII століттях з'явилися юридики Лєшно (Leszno), Новоліпє (Nowolipie), Ґжибув (Grzybów), Бєліно (Bielino), Валіцув (Waliców) та Чисте (Czyste).
З XVI століття тут обирали польських королів, про що залишилася згадка у місцевій топоніміці (вулиця Елекційна (Ulica Elekcyjna)). Крім неї, тут існують і інші вулиці, названі на честь цієї події, — Обозова (англ. Ulica Obozowa), Бандерії (Ulica Banderii), Вольнощ (Ulica Wolność), а також мікрорайон Коло (osiedla Koło). Під час виборів короля встановлювався образ Божої Матері з церкви св. Станіслава. Нині на вулиці Обозовій є пам'ятник, що символізує цю подію, — обеліск Electio Viritim (встановлений у 1997).
Наприкінці XIX століття, коли почав діяти залізничний маршрут Варшава — Відень, економіка Волі розвивалась особливо швидкими темпами. Тут розташувалися головні станції товарних потягів лівобережної частини Варшави. Також тут працювали фабрики, що належали знатним родинам з багатьох європейських країн (Франції, Шотландії, Голландії, Саксонії та ін.). Майже вп'ятеро зросла кількість мешканців — якщо у 1890 вона становила 9 тисяч осіб, то в 1915 — вже 40 тисяч. Більшу частину населення Волі становили наймані робітники. 8 квітня 1916 значна частина території нинішньої Волі офіційно стала частиною Варшави. Крім частини Волі, до Варшави було приєднано також Чисте та Коло.
Міжвоєнний період історії Польщі для Волі був періодом розбудови — виникали нові мікрорайони, розвивалася промисловість — на території Волі функціонувало понад 800 закладів, на яких працювало близько 45 тисяч чоловік.
Під час Другої світової війни Воля сильно постраждала. Ряд її вулиць у ті часи був заселений євреями, внаслідок чого окупаційна німецька влада відгородила їх цегельною стіною від інших частин міста. В січні 1941 майже 600 тисяч євреїв опинилися в гетто. Протягом 1940–1942 загинула чверть мешканців Варшавського гетто. Під час Варшавського повстання загинуло більш ніж 50 тисяч мешканців Волі. Значна частина забудови Волі була знищена, а в тій частині дільниці, що опинилася в гетто, вціліла лише церква святого Августина на Новолипках.
Після закінчення війни почалася відбудова Волі. Будувалися панельні будинки та дороги, натомість кам'яниці довоєнних часів — навіть ті, що вціліли — руйнувалися. Виникло чимало закладів праці — Польфа, імені Рози Люксембург, радіотехнічні імені Марціна Каспшака, Фотон та ін. Зараз багато з них вже не працює.
Зараз на території Волі знаходяться банки та представництва іноземних фірм. Через близькість до центру Варшави є привабливою для підприємців та інвесторів, які розміщують тут бюро, крамниці та будують нові мікрорайони. Однак, попри це, Воля належить до однієї з найбідніших дільниць Варшави.

## Райони
Дільниця Воля поділяється на вісім районів:
- Коло
- Ульрихув (Ulrychów)
- Одоляни (Odolany)
- Повонзки (Powązki)
- Млинув (Młynów)
- Чисте
- Новолипки (Nowolipki)
- Мірув (Mirów)

Традиційний поділ Волі збігається з офіційним, однак є й деякі розбіжності:
- В районі Ульрихова виділяють Старе Єльонки (Stare Jelonki)
- В районі Коло виділяють мікрорайон (осєдле) Мочидло (Moczydło)
- Окремим районом виступають Єльонки, яких немає в офіційному поділі

## Головні місця та пам'ятники
- Фабрика Норблінів (Zakład Platerniczy Norblinów) (створена в 1820)
- Міська трамвайна електростанція (Elektrownia Tramwajów Miejskich)
- Пивоварня Габербуша (Browar Haberbuscha)
- Варшавський газовий завод (Gazownia Warszawska) (нині Музей газифікації (Muzeum Gazownictwa))
- Будівлі довоєнного Акціонерного товариства промислових підприємств «Лільпоп, Рау та Левенштайн» (Towarzystwo Aukcyjne Zakładów Przemysłowych „Lilpop, Rau i Loewenstein”)
- Гарбувальна фабрика Темлер і Шведе
- Будинки фабрики залізних виробів «Душик і Шольце»
- Вокзал Варшава—Головна та Музей залізниці (Muzeum Kolejnictwa)
- Колонія Вавельберга (Kolonia Wawelberga) (дешеві помешкання для робітників Волі, побудовані банкіром Іпполітом Вавельбергом)
- Корпуси радіозаводів імені М. Каспшака
- Фрагменти стіни Варшавського гетто
- Особняк Бернацьких
- Особняк Богуславського
- Виборне поле (Pole Elekcyjne na Woli)
- Редут Ордона
- Форт Совінського
- Церква св. Августина (kościół św. Augustyna)
- Церква Доброго Пастиря (kościół Dobrego Pasterza)
- Церква св. Йосифа (kościół św. Józefa Oblubieńca NMP)
- Церква св. Карла Борромео (kościół św. Karola Boromeusza) на вулицях Хлодній та Повонзковській
- Монастир та церква отців редемптористів св. Клеменса Дворжака та Янголів-хранителів (klasztor i kościół oo. Redemptorystów św. Klemensa Dworzaka i Aniołów Stróżów)
- Церква Божого Милосердя та св. Фаустини (kościół Miłosierdzia Bożego i św. Faustyny)
- Церква св. Вавжинця (Лаврентія)
- Церква св. мученика єпископа Станіслава (kościół św. Stanisława Biskupa Męczennika)
- Церква св. Іоанна Лествичника (cerkiew prawosławna pw. św. Jana Klimaka) (православна)
- Каплиця Церкви Ісуса Христа Святих останніх днів (kaplica Kościoła Jezusa Chrystusa Świętych w Dniach Ostatnich) (мормони)
- Каплиця та парафіяльний дім збору християн-баптистів (kaplica i Dom Parafialny Zboru Chrześcijan Baptystów)
- Старокатолицька церква маріавітів Безперестанної Допомоги Святої Божої Матері (Kościół Starokatolicki Mariawitów pw. Matki Boskiej Nieustającej Pomocy)
- Євагнелістсько-аугсбургський лютеранський цвинтар
- Євангелістсько-реформаторський кальвіністський цвинтар
- Караїмський цвинтар
- Маріавітський цвинтар
- Повонзківський цвинтар
- Цвинтар жертв Варшавського повстання
- Православний цвинтар
- Вольський цвинтар
- Єврейський цвинтар
- Мусульманський кавказький цвинтар
- Мусульманський татарський цвинтар

## Відомі люди, пов'язані з Волею
- Юзеф Бем — герой оборони Варшави (1830)
- Мирон Бялошевський — поет
- Ванда Хотомська — поетеса
- Януш Кусоцинський — спортсмен
- Юліан Константи Ордон — командувач редуту № 54 (1831)
- Юзеф Совінський — командувач редуту № 56 (1831)

## У кіно та літературі
- В оповіданні «Соколовська база» Марека Гласка розповідається про начальників, що працюють на базі на Волі

На території дільниці Воля відбувається дія:
- Фільму «Покоління» Анджея Вайди
- Фільму «Зустріч зі шпигуном» Яна Баторія
- Серіалу «Медові роки»
- На території ліцею імені генерала Совінського знімається польський та зарубіжний телевізійний продукт